# 떠들썩오리과
떠들썩오리과(Anhimidae)는 기러기목에 속하는 작은 조류 분류군이다. 부리가 비슷하기 때문에 오랫동안 닭목과 가장 가까운 관계에 있는 것으로 간주해 왔지만, 오히려 오리(오리과)에 더 가까우며, 가장 가까운 종은 까치기러기 (일부 DNA 증거는 까치기러기가 오리보다 떠들썩오리에 더 가깝다.)이다. 이 분류군은 현존하는 조류 중에서 예외적으로 늑골의 구상돌기가 없다. 떠들썩오리류를 대표하는 종은 뿔떠들썩오리(Anhima cornuta), 남방떠들썩오리 또는 관머리떠들썩오리(Chauna torquata), 북방떠들썩오리 또는 검은목떠들썩오리 (Chauna chavaria)의 3종이다.

## 참고 문헌
- Carboneras, C. (1992). Family Anhimidae (Screamers). pp. 528–535 in; del Hoyo, J., Elliott, A. & Sargatal, J. eds. Handbook of the Birds of the World, Vol 1, Ostrich to Ducks Lynx Edicions, Barcelona. ISBN 84-87334-09-1
- Todd, Frank S. (1991).  Forshaw, Joseph, 편집. 《Encyclopaedia of Animals: Birds》. London: Merehurst Press. 87쪽. ISBN 1-85391-186-0.